# 直司 (犬)
直司（なおじ、英語: Naoji、2001年 - 2018年9月6日）は、日本のイヌ。埼玉県比企郡嵐山町にて愛玩犬として飼育されていたが、飼い主の息子である声優・杉田智和が自らの出演するテレビやラジオで話題に出し、後には杉田と共演するとともに、自身をモデルにしたフィギュアが発売されるなど、タレント犬としての一面を持った。

## 来歴

### 生い立ち
雄の雑種のイヌである。同時に多数のきょうだいが生まれたため、母犬の飼い主は子犬たちを里子に出すことにした。子犬たちの新しい飼い主を募集したところ、母犬の飼い主の職場の同僚が名乗りを挙げた。この同僚は、多数の兄弟姉妹たちの中から一番可愛いと感じた一匹を選び、その犬を引き取ることにした。この犬が、のちに直司と名付けられることになる。

### 杉田家にて
新しい飼い主の下、直司は愛玩犬として飼育されることになった。なお、この新しい飼い主は杉田智和の父であり、当時は杉田はまだ大学生であった。その後、杉田は声優として活躍するようになった が、杉田がレギュラー出演するラジオ番組などで度々直司に言及したことから、直司の知名度も上昇した。
2012年から放送が開始されたインターネットテレビ番組『4Gamer TV 〜突然! ブッピGAN!〜』では、オープニングに登場を果たし、毎回紹介されるなど、事実上のレギュラーとなった。ラジオ番組『杉田智和のアニゲラ！ディドゥーーン!!』でも度々話題に上ったことから、2015年4月19日に開催された公開録音イベントでは、直司とともに写真が撮れるという触れ込みの顔ハメ看板が登場した。このように、マスコット的存在として親しまれるようになった。
その影響から、Aetasが運営する「4Gamer.net」のテレビコマーシャルに起用されることが発表された。このCMにおいては、ライターのマフィア梶田と共演しており、もともと人間だったが呪詛で犬の姿に変身させられた登場人物を演じている。なお、この登場人物が犬から人間に戻ってからは、代わりに杉田が演じている。また、漫画家の羽海野チカが直司を描いたイラストも登場している。なお、このテレビコマーシャルの映像は、直司が普段飼育されている杉田家の和室にて撮影され、2013年5月よりキッズステーションにて放映が開始された。
さらに、『朝日新聞』のシリーズ企画「かぞくの肖像」に取り上げられることになった。2013年5月23日には、杉田とともに直司の写真が掲載されるとともに、杉田が直司について語るインタビュー記事が掲載された。さらにはアートボックスによりフィギュア化されることが発表され、2015年7月に1/12モデルとして発売された。
なお、アークシステムワークスが発売したPlayStation Vita用ゲーム『月英学園 -kou-』においては、スペシャルサンクスとして直司がクレジット表記されている。
2018年9月6日、杉田がTwitterへの投稿で亡くなったことを公表した。17歳没。

## 性格
趣味嗜好
柿とリンゴとカスピ海ヨーグルトを好む。また、杉田に尻を撫でられるのを好む。近所の雌の犬が好きで、杉田家では居間にいることを好み、寒い日には炬燵に入って寝ていることもあるという。
名前
杉田は当初「ビグザム」 と命名しようとしていたが、杉田の祖父にも覚えやすいようにとの思いから、一見すると日本人のような名前として「直司」に落ち着いたという。名前の由来は、かつて杉田が演じた役名に因んでいる。
杉田智和への影響
直司は杉田によく懐いており、直司を散歩に連れて行くのは彼の担当だった。直司についての新聞記事にて、杉田は「僕は末っ子です。直司はわが家では年齢や立場が一番下になるので、自分がもう1人いるような感じです」 と語っている。杉田がシェパードを演じることになったとき、直司の様子や鳴き声を参考にしつつ役作りに臨んだという。また、テレビアニメ『織田シナモン信長』では杉田が「杉田直司」の変名で出演しており、直司が由来であることが杉田により示唆されている。
交友
テレビコマーシャルで共演したライターのマフィア梶田は、プライベートでも杉田の実家を訪れ、直司と戯れている。また、ゲームクリエイターの祁答院慎も、梶田とともに杉田の実家を訪れており、そのときに直司と戯れた経験を持つ。

## 出演

### インターネットテレビ
- 4Gamer TV 〜突然! ブッピGAN!〜（2012年 - ）

### テレビコマーシャル
- Aetas「4Gamer.net」（2013年）

## 作品

### テレビゲーム
- 月英学園 -kou-（2013年） - スペシャルサンクス

## 関連人物
- 羽海野チカ
- 祁答院慎
- 杉田智和
- マフィア梶田